# Internazionali di Francia 1948
Gli Internazionali di Francia 1948 (conosciuti oggi come Open di Francia o Roland Garros) sono stati la 47ª edizione degli Internazionali di Francia di tennis. Si sono svolti sui campi in terra rossa dello Stade Roland Garros di Parigi in Francia.
Il singolare maschile è stato vinto da Frank Parker, che si è imposto su Jaroslav Drobný in quattro set col punteggio di 6–4, 7–5, 5–7, 8–6. Il singolare femminile è stato vinto da Nelly Landry, che ha battuto in due set Shirley Fry. Nel doppio maschile si sono imposti Lennart Bergelin e Jaroslav Drobný. Nel doppio femminile hanno trionfato Doris Hart e Pat Canning Todd. Nel doppio misto la vittoria è andata a Pat Canning Todd in coppia con Jaroslav Drobný.

## Seniors

### Singolare maschile
Frank Andrew Parker ha battuto in finale  Jaroslav Drobný con il punteggio di 6–4, 7–5, 5–7, 8–6.

### Singolare femminile
Nelly Landry ha battuto in finale  Shirley Fry con il punteggio di 6–2, 0–6, 6–0.

### Doppio maschile
Lennart Bergelin /  Jaroslav Drobný hanno battuto in finale  Harry Hopman /  Frank Sedgman con il punteggio di 8–6, 6–1, 12–10.

### Doppio Femminile
Doris Hart /  Pat Canning Todd hanno battuto in finale  Shirley Fry /  Mary Arnold Prentiss con il punteggio di 6–4, 6–2.

### Doppio Misto
Pat Canning Todd /  Jaroslav Drobný hanno battuto in finale  Doris Hart /  Frank Sedgman con il punteggio di 6–3, 3–6, 6–3.